# Jacques Nœtinger
Jacques Noetinger, né le 10 octobre 1919 à Paris où il est mort le 21 avril 2012, est un pilote, journaliste, conférencier, dessinateur et écrivain français. Il est l'auteur de nombreux ouvrages sur l'aéronautique.

## Biographie
Attiré dès l'enfance par l'aéronautique, c'est sa grand-mère qui lui offre son brevet de pilote. Il est breveté pilote privé en 1939.
Il contracte un engagement comme Élève officier de réserve et décroche un brevet d'observateur en 1940. Après la défaite, il s'évade de France en traversant l'Espagne ou il est interné cinq mois à Miranda.
Il s'engage une nouvelle fois en Afrique du Nord en 1943 et est envoyé aux États-Unis ou il obtient son brevet de pilote militaire en 1944. Il y officie ensuite comme moniteur et ne rentre en France pour y être démobilisé qu'en décembre 1945.
il poursuit ensuite sa carrière militaire dans la réserve parallèlement à sa carrière de pilote professionnel. Devenu journaliste il se spécialise dans l'information aéronautique. Début 1947, la revue Décollage (éditions Paul Dupont) achète, à son instigation, le premier SUC-10 Courlis de série. Il est le principal utilisateur de cet avion qu'il utilise pour ses déplacements, des séances de photographie aérienne, ou d'autre aéronefs pour illustrer ses articles et des travaux aériens divers.
En 1951 à Villacoublay, victime d'une perte de puissance au décollage à bord d'un Republic P-47 Thunderbolt, il doit se poser "dans l'axe" hors de la piste détruisant l'appareil sans se blesser. Mis hors de cause par l'enquête il continue à piloter pour la réserve et passe sur De Havilland Vampire.
De 1952 à 1980, il est chef du service de presse du Groupement des industries françaises aéronautiques et spatiales (GIFAS) ainsi que du Salon du Bourget. En plus de son activité de journaliste il pilote dans les meetings aériens et effectue des présentations pour les constructeurs parfois au cours de longs périples. Il est le commentateur des "Meetings Nationaux".
En 1953, à Alger, il commente un meeting aérien auquel participe la patrouille de l'Armée de l'air. Dans un moment d'enthousiasme, il l'appelle « patrouille de France ». Le nom est resté.
Début 1956 il fait partie d'une mission pour la promotion de l'aviation française lors de l'exposition universelle de Sydney. Initialement, il devait y être le responsable du stand "aéronautique" français et le conférencier présentant la production nationale. Deux Nord 2501 font le voyage pour des présentations à Sydney puis dans d'autres pays au retour. Un SNCASO SO.1221 Djinn et un Fouga CM-170 Magister sont prévus pour voyager dans les bimoteurs. Le Fouga trop encombrant pour la soute est remplacé au dernier moment par un Max-Holste MH-1521 Broussard et Noetinger obtient de le piloter. Si l'aller se fait sur des avions de ligne pour le pilote et en soute pour l'avion le retour se fait en partie dans la soute d'un Noratlas mais douze mille kilomètres seront effectués en vol avec le Broussard entre Rangoun, Phnom Penh, Bangkok, Akyab, Allahabad, Calcutta, New Delhi, Safdarjung, New Delhi à nouveau, Jodhpur, Karachi, Beyrouth, Ankara, Smyrne, Athènes, Brindisi, Rome, Cannes, Vichy  et Villacoublay qui est atteint le 2 mai 1956,.
En juin 1956 il présente le prototype N°1 du SIPA 1000 en meeting à Bordeaux puis à Poitiers et Chartres. Il récupère le prototype N°2 au Centre d'essais en vol de Brétigny-sur-Orge ou les essais officiels se déroulent. Il part avec cet avion pour Valence où il doit le présenter. Sa présentation doit se terminer par un passage rapide à basse altitude entre le public et la piste dans le sens inverse de celui de l'atterrissage, une ressource moteur coupé, un virage serré à 180° et une courte finale avant l’atterrissage. Malgré la coupure du contact, le moteur ne s'arrête pas et continue à tourner à faible régime en Auto-allumage ce qui augmente drastiquement la trainée de l'hélice. En fin de ressource, alors qu'il devrait se trouver à 100 m et 100 km/h les instruments indiquent de valeurs moitié plus faibles. Il renonce à son 180° sort de virage en piquant pour tenter de reprendre de la vitesse, sort les volets pour améliorer la sustentation et se pose droit devant lui. L'avion est encore trop lent pour réagir normalement et son ordre à cabrer pour l'arrondi reste sans effet et il percute le sol sous un angle de 30°. Le train avant cède, heurte le palonnier et écrase le genou gauche du pilote sous le tableau de bord. Il est dégagé assez gravement blessé et se retrouve immobilisé et sans revenus dans un lit d’hôpital. Il propose alors au rédacteur en chef d'Aviation Magazine d'écrire un billet d'humeur hebdomadaire d'abord nommé "À tibias rompus" puis "Pas variables",.
Après huit mois d'hospitalisation et de rééducation il garde une jambe raide qui lui interdit les postes de pilotage trop exigus. En mars 1957 il passe la visite médicale de pilote privé et réussit le test en vol lui permettant de récupérer sa licence de pilote privé. Il passe ensuite la visite plus étoffée pour récupérer sa licence professionnelle qu'il inaugure en juin 1957 au meeting national de l'air de Lyon où il présente un Broussard.
En septembre 1957 sur un Nord 1200 Norécrin il est victime d'une panne sèche et doit se poser train rentré dans un champ trop petit. lui et ses deux passagers sont indemne et l'avion a peu souffert.

## Avions pilotés
Il totalise 8 200 h de vol sur 172 types d'appareils. Son métier de journaliste aéronautique et de présentateur en vol lui permet de voler sur des appareils peu courants. Entre autres. : 
- Fouga CM.8.R.13 Sylphe (quand il s'appelait encore "Cyclone"),
- Ryan M-2 transformé en réplique du Spirit of St. Louis pour un film (avec le pilote en titre en place avant),
- Hurel-Dubois HD-10,
- Potez 75,
- SUC-10 Courlis (750 heures de vol et 10 atterrissages forcés à cause de problème moteur)

## Publications

### Ouvrages et articles
- Aviateur à quinze ans, publié avec l'autorisation du secrétariat d'État à l'Aviation, illustrations Jacques Noetinger, 1943.
- Aviation 46, no 3, Paris, Éditions Paul Dupont, 1946.
- Aviation 47, album no 4, Paris, Éditions Paul Dupont, 1947.
- « En vol, aux commandes du Stampe de l'Aéroclub de Sceaux-Saint-Cloud », Aviation Magazine no 40, décembre 1951.
- Équipages à l'action, Paris, Éditions Presses mondiales, 1953.
- Un pilote quelconque, Éditions France-Empire, 1959.
- Histoire de l'aéronautique française, Paris, Éditions France-Empire :

1. Hommes et événements, 1940-1980 ;
2. L'épopée, 1940-1960, 1978  (ISBN 270480205X) ;
3. L'essor, 1960-1980, 1984  (ISBN 2704803730).

- Rencontres des hommes et des ailes, Paris, Éditions France-Empire, 1989  (ISBN 2704806284).
- « L'envol de Caravelle », Revue aerospatiale, n° hors-série, « 20 ans d'Aerospatiale », janvier 1990.
- Rigueur et audace aux essais en vol, Paris, Nouvelles éditions latines, 1991  (ISBN 2723304388).
- De-ci, de-là dans les nuages, Nouvelles Éditions Latines, 1997  (ISBN 2723319962).
- Non à l'oubli ! : l'incroyable aventure française dans le ciel, Nouvelles éditions latines, 2001.
- L'aviation : une révolution du XXe siècle, Nouvelles Éditions Latines, 2005  (ISBN 2723320588).
- Drames et frayeurs aux essais en vol et autres…, 2008.

### Préfaces et adaptations
- J. Hallewas, Du zinc au jet : histoire de l'aviation moderne, Le Livre Sequoia Connaissances S 56, Paris, Éditions Sequoia, 1961.
- A.M. Josephy, L'aviation et son histoire, Bruxelles, Éditions Sequoia, 1964.
- Jean-Marie Hurel, Entre ciel et mer : le commandant Maurice Hurel, Éditions Imagine, 1995  (ISBN 2911524004).
- Suzanne Leduc, Un homme seul, René Leduc, Éditions de l’Officine, 2004  (ISBN 2914614438).
- Jean-Pierre Poirier, La véritable Jacqueline Auriol : voler pour vivre, Éditions Pygmalion, 2005  (ISBN 2857049706).

### Travaux en collaboration
- L'industrie aéronautique et spatiale française, Union syndicale des industries aéronautiques & spatiales, 1975.
- Rédacteur en chef adjoint de la plaquette-programme Journées nationales de l'air 1985.
- Bernard Bombeau, Jacques Nœtinger, Les années Bourget de 1909 à nos jours, Éditions La Sirène, mai 1993  (ISBN 2840450313).
- J. Nœtinger et Robert Roux, Seul à bord, ce que doit savoir le jeune pilote, Centre de documentation et de propagande aéronautique.
- Membre du comité de rédaction de la revue Pionniers des Vieilles tiges.
- Collaboration à Air Revue.

### Illustrations
- Aviation anglaise, texte de présentation et fiches générales des avions de chasse, d'assaut, bombardement et reconnaissance, Éditions Paul Dupont, 1946.
- Aviation américaine, textes et fiches générales sur les avions de chasse, de bombardement, d'assaut, de transport, Éditions Paul Dupont, 1946.
- R. Cahisa, Deux guerres aériennes : que sera celle de demain ?, Éditions Paul Dupont, 1947.

## Décorations et distinctions
- Officier de la Légion d'honneur.
- Titulaire de la médaille de l'Aéronautique.
- Titulaire de la médaille des évadés.
- Lieutenant-colonel honoraire de l'Armée de l'air.
- Membre de l'Académie de l'air et de l'espace.
- En 1985, l'Association des journalistes professionnels de l'aéronautique et de l'espace (AJPAE) lui décerne le prix Icare.